# Maggot Brain Theory
Maggot Brain Theory — четвертий міні-альбом американського репера Esham, виданий лейблом Reel Life Productions 24 травня 1994 р. Пісня «Stop Diggin' on da D-L» пізніше з'явилася на студійному альбомі Closed Casket. Виконавчий продюсер: Джеймс Г. Сміт.

## Список пісень
| #  | Назва                    | Тривалість |
| -- | ------------------------ | ---------- |
| 1. | «Comin Out a Coma»       | 2:35       |
| 2. | «Maggot Brain Theory»    | 2:44       |
| 3. | «Traces of My Bloodtype» | 2:38       |
| 4. | «Stop Diggin on da D-L»  | 3:26       |
| 5. | «I Know You Hate Me»     | 2:49       |